# Flughafen Singapur-Seletar

i8
i11
i13
Der Flughafen Singapur-Seletar (englisch Seletar Airport, chinesisch 实里达机场, Pinyin Shílǐdá Jīcháng, malaiisch Lapangan Terbang Seletar, Tamil செலட்டர் வான்முகம், IATA-Code: XSP, ICAO-Code: WSSL) ist der älteste Flughafen des asiatischen Stadtstaates Singapur. Er diente hauptsächlich der Allgemeinen Luftfahrt und ist Kernstück des Seletar Aerospace Park, einem Gewerbegebiet mit einem Schwerpunkt von Unternehmen aus der Luftfahrtbranche. Seit Ende 2018 übernimmt der Flughafen auch Regionalflüge mit Turboprop-Maschinen vom Flughafen Singapur-Changi, um dort Slots für größeres Fluggerät freizumachen.

## Geschichte

### RAF Seletar
Das Gebiet, auf dem sich heute der Flughafen befindet, wurde bereits 1921 von der britischen Royal Air Force (RAF) als zukünftige Basis ausgewählt. Die Royal Air Force Station Seletar war zunächst eine Basis für Land- und Wasserflugzeuge bzw. Flugbooten, auf der 1928 die ersten Supermarine Southamptons eintrafen. Neben den militärischen Aufgaben wurde der Flughafen zwischen 1930 und 1937 bis zur Eröffnung des ersten zivilen Flughafens Kallang zu zivilen Zwecken mitbenutzt.
Im Vorfeld der Eroberung Singapurs durch Japan wurde der Platz 1940 von den Japanern bombardiert. Zu dieser Zeit lagen am Platz eine Staffel Catalina-Flugboote und zwei Staffeln Vildebeest-Torpedobomber. Die Flugzeuge wurden kurz vor dem Anrücken der japanischen Truppen evakuiert und während der Besetzung Singapurs wurde Seletar von der japanischen Marineluftwaffe genutzt.
Nach Ende des Krieges wurde der Platz erneut von der RAF genutzt. Bis zum Ende der 1950er Jahre wurden unter anderem Kampfflugzeuge der Typen Bristol Beaufighter, Supermarine Spitfire und de Havilland DH.98 Mosquito geflogen. In den 1960er Jahren waren diese durch Transportflugzeuge bzw. -hubschrauber der Typen Blackburn Beverley und Westland Whirlwind (Hubschrauber) ersetzt. Im März 1971 wurde RAF Seletar geschlossen.

### Seletar Airport
Nach Abzug der Briten wurde Seletar Airbase noch einige Zeit von der im Aufbau befindlichen Republic of Singapore Air Force (RSAF) genutzt. Seit längerem wird Seletar Airport, so der heutige Name, jedoch nur noch zivil genutzt. Zunächst wurde er durch die Civil Aviation Authority of Singapore betrieben, bevor er 2009 durch die Changi Airport Group übernommen wurde. Neben den Flugzeugen der Allgemeinen Luftfahrt gab es zunächst lediglich einige Kurzstreckenpassagierflüge auf malaysische Inseln.
In der Nachbarschaft entstand um das Jahr 2010 herum der Seletar Aerospace Business Park. Hierzu wurde unter anderem die Start- und Landebahn um 250 Meter auf 1840 Meter verlängert. Hierdurch können seither auch Flugzeuge wie die 737 oder die A320 Seletar ohne Gewichtsbeschränkungen nutzen. Zu den hier ansässigen namhaften Firmen gehören ATR, Airbus, Airbus Helicopters, Rolls-Royce und Pratt & Whitney.
2016 begann der Bau eines neuen Passagierterminals mit einer Kapazität von 700.000 Passagieren pro Jahr. Das Terminal wurde im Juli 2018 fertiggestellt und ging am 19. November 2018 in Betrieb. Als erste Fluggesellschaft kündigte Firefly an, ihre Flüge vom Flughafen Singapur-Changi nach Seletar zu verlegen.

## Zwischenfälle
- Am 20. April 1960 wurde eine Percival Pembroke C.1 der Royal Air Force (Luftfahrzeugkennzeichen WV709) bei der Landung auf der Royal Air Force Station Seletar irreparabel beschädigt. Alle Insassen überlebten den Unfall.[7]

- Am 29. Mai 1961 verlor an einer Handley Page Hastings C.2 der Royal Air Force (WD497) eines der vier Triebwerke an Leistung, während eine Übung zum Abwurf von Nachschub durchgeführt wurde. Es kam zum Strömungsabriss, Kontrollverlust und Absturz der Maschine 2,4 Kilometer südlich der Royal Air Force Station. Alle 13 Insassen, fünf Besatzungsmitglieder und 8 Passagiere, kamen ums Leben. Es war der drittschwerste Unfall einer Hastings, gemessen an der Zahl der Todesopfer.[8][9]

- Am 17. September 1975 fiel während eines Testfluges einer Convair CV-240-4 der Asiatic International Airways aus Singapur mit US-amerikanischer Zulassung (N8329) das Triebwerk Nr. 1 (links) aus. Nach dessen Abstellen versuchten die Piloten, zum Ausgangspunkt zurückzukehren, dem Flughafen Singapur-Seletar. Allerdings setzte dabei auch das Triebwerk Nr. 2 (rechts) dreimal aus, so dass die Piloten gezwungen waren, die Maschine 400 Meter vor der Landebahn notzuwassern, wobei das Flugzeug im 8 Meter tiefen Wasser versank. Beide Besatzungsmitglieder, die einzigen Insassen auf dem Testflug, überlebten den Unfall. Seit der Ankunft der Maschine vier Monate zuvor war daran keinerlei Wartung durchgeführt worden.[10]

- Am 21. August 1976 konnte eine Convair CV-880 des US-amerikanischen Airtrust Singapore (N48060) beim Start vom Flughafen Singapur-Seletar nicht abgehoben werden, weil der Schwerpunkt der Maschine durch gravierende Falschberechnungen so weit vor dem zulässigen Bereich lag, dass ein Abheben nicht möglich war und die Maschine das Startbahnende überrollte. Dabei brach das Bugfahrwerk zusammen und das Flugzeug wurde irreparabel beschädigt. Alle 9 Insassen, vier Besatzungsmitglieder und 5 Passagiere, überlebten den Unfall.[11]